# ريناتو غونزاليس
ريناتو غونزاليس (بالإسبانية: Renato González)‏ (19 فبراير 1990 بسانتياغو في تشيلي - ) هو لاعب كرة قدم تشيلي في مركز الوسط. شارك مع منتخب تشيلي لكرة القدم. أما مع النوادي، فقد لعب مع نادي أونيفرسيداد دي تشيلي ونادي بالستينو ونادي بونتي بريتا وسان ماركوس دي أريكا ‏ ونادي كوبريسال وأونيفرسيداد دي كونسيبسيون ‏.

## وصلات خارجية
- ريناتو غونزاليس على موقع قاعدة بيانات كرة القدم.إي يو (الإنجليزية)
- ريناتو غونزاليس على موقع ناشيونال فوتبول تيمز (الإنجليزية)
- ريناتو غونزاليس على موقع Soccerway.com (الإنجليزية)
- ريناتو غونزاليس على موقع عالم كرة القدم.نت (الإنجليزية)